# Daniel Aebi
Daniel «Booxy» Aebi (* 11. Dezember 1973 in Bern) ist ein Schweizer Musiker des Fusion und Modern Jazz (Schlagzeug, zunächst auch Posaune).

## Leben und Wirken
Aebi begann im Alter von zehn Jahren, Posaune zu spielen; mit fünfzehn Jahren wechselte er zum Schlagzeug. Ab 1994 studierte er, zunächst in Boston am Berklee College of Music, dann von 1995 bis 2000 an der Swiss Jazz School (bei Billy Brooks).
1993 war er Mitbegründer der Funkband Grand Mother’s Funck (GMF), mit der er zahlreiche Auftritte in Mitteleuropa, Frankreich und England hatte und die ab 2000 auch unter seiner Leitung (verstärkt um weitere Bläser und Perkussionisten) als GMF Gran Orquesta tätig war. Daneben wirkte er als Schlagzeuger der von Bert Joris geleiteten Swiss Jazz School Big Band, die auch beim Montreux Jazz Festival, beim Cully Jazz Festival und im New Yorker Birdland mit Gastsolisten wie Clark Terry, John Lewis oder Bob Mintzer auftrat. Von 2000 bis 2012 wirkte er in verschiedenen Combos und Bigbands von Joe Haider. Weiterhin arbeitete er mit George Gruntz, Sandy Patton, Andy Scherrer, George Robert, Stewy von Wattenwyl, der Big Band de Lausanne, mit dem Quartett Horn Knox oder der Sandro Schneebeli Group.
Seit 2013 lebt Aebi in Wien  und ist in der österreichischen Jazzszene aktiv. Er leitet die Formationen Booxy’s Box mit Philipp Jagschitz, Martin Gasser und Andreas Waelti, das Quintett The Message mit Herwig Gradischnig, Maro Vavti, Matyas Gayer und Mathyas Hofecker sowie Boogaloo Booxy mit Andi Tausch, Anton Feinig und Georg Buxhofer. Er spielt zudem mit Elias Meiri, Daniel Nösig, Christian Havel, Fabian Rucker, dem Swiss Jazz Orchestra, Paul Haags Twobones und der Sinatra Tribute Band.
Aebi ist zudem tätig als Musikpädagoge sowie als Mitglied mehrerer Gremien der Verwertungsgesellschaft Swissperform (seit 2008 Fachgruppe Ausübende Audiovision, seit 2017 Vorstand). 2008 bis 2013 gehörte er dem Vorstand des Verbandes Action Swiss Music (neu: Sonart) an.

## Preise und Auszeichnungen
Aebi gehörte zweimal zu den Chrysler Jazz Winners 2000 des Festivals von Montreux: Er erhielt den zweiten Preis als Solist und den ersten Preis als Mitglied des Daniel Woodtli Sextet.

## Diskographische Hinweise
- GMF Gran Orquesta (2000)
- Joe Haider Trio: Grandfather’s Garden (JHM Records, 2000)
- Horn Knox: Knoxism (TCB, 2005)
- Sandro Schneebeli Hammond Trio: Live in Bern (Neve Music, 2006)
- GMF: Take the Money (Soundservice, 2017)
- Booxy’s Box: The Game (Unit Records, 2018)

## Lexigraphische Hinweise
- Bruno Spoerri: Biografisches Lexikon des Schweizer Jazz. CD-Beilage zu: B. Spoerri (Hrsg.): Jazz in der Schweiz. Geschichte und Geschichten. Chronos-Verlag, Zürich 2005, ISBN 3-0340-0739-6.